# Planchonella vitiensis
Planchonella vitiensis är en tvåhjärtbladig växtart som beskrevs av John Wynn Gillespie. Planchonella vitiensis ingår i släktet Planchonella och familjen Sapotaceae.
Artens utbredningsområde är Fiji. Inga underarter finns listade i Catalogue of Life.